# 本田顕子
本田 顕子（ほんだ あきこ、1971年〈昭和46年〉9月29日 - ）は、日本の政治家、薬剤師。自由民主党所属の参議院議員（2期）、参議院厚生労働委員長。自由民主党女性局長。
日本薬剤師連盟副会長、厚生労働大臣政務官兼内閣府大臣政務官、文部科学大臣政務官兼復興大臣政務官を歴任。父親は元参議院議員の本田良一。

## 来歴

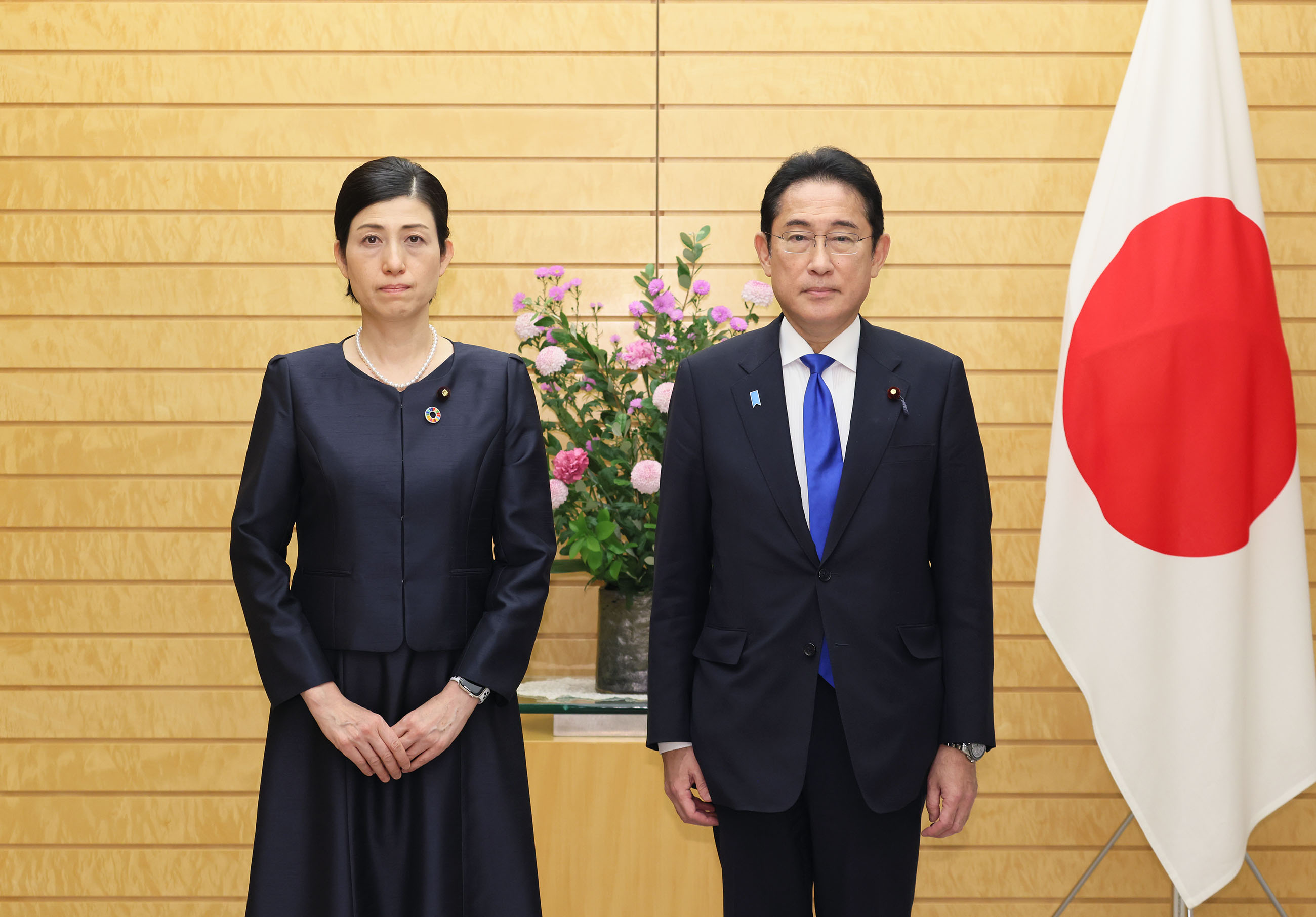
2023年10月26日、大臣政務官就任時に岸田文雄と

熊本県出身（現住所は熊本市西区花園）。小中学校時代はバドミントンに打ち込み、中学2年生時に全国中学校選抜選手権で団体優勝した。九州女学院高等学校（現・ルーテル学院高等学校）卒業。1996年（平成8年）、星薬科大学薬学部衛生薬学科卒業。医薬品卸や保険薬局勤務を経て、2002年（平成14年）、参議院議員の公設秘書になる。その後、沢井製薬やアルフレッサに勤めた。
2010年（平成22年）7月の第22回参院選に熊本県選挙区からみんなの党公認で立候補するも落選。2012年（平成24年）12月の第46回衆院総選挙（熊本2区）・2013年（平成25年）7月の第23回参院選（比例区）でもみんなの党公認で立候補するが何れも落選に終わる。みんなの党解党を機に「責任政党で政策を実現したい」と自由民主党に入党。その後、熊本県薬剤師会に勤務した。
2019年（令和元年）7月21日に行われた第25回参議院議員通常選挙比例区に自由民主党公認で立候補。159,596票を得て初当選した。本田の当選により、初めて日本薬剤師連盟の組織内議員が国会に2名在籍する事となり（本田と藤井基之）、参議院として石井道子以来の女性薬剤師議員となった。
2022年（令和4年）8月10日に発足した第2次岸田第1次改造内閣で、厚生労働大臣政務官兼内閣府大臣政務官に任命された。
2023年（令和5年）10月26日、文部科学大臣政務官兼復興大臣政務官だった山田太郎が不倫問題で辞任したことを受け、後任に任命された。
2024年（令和6年）11月15日、自由民主党女性局長に就任した。
2025年（令和7年）7月20日に行われた第27回参議院議員通常選挙で、自民党は比例代表に特定枠2人を含め計31人の候補者を擁立し、12議席を確保。本田は得票数9位（特定枠を含むと11位）で再選を果たした。同年8月1日、参議院厚生労働委員長に就任。

## 政策・主張

### 憲法
- 憲法改正について、2013年の毎日新聞社のアンケートで「賛成」と回答[16]。2019年のアンケートで「賛成」と回答[17]。
- 憲法9条の改正について、2013年の毎日新聞社のアンケートで「改正して、自衛隊を他国同様の『国防軍』にすべきだ」と回答[16]。

### 外交・安全保障
- 「集団的自衛権を行使できるよう、憲法解釈を見直すべきだ」との問題提起に対し、2013年の毎日新聞社のアンケートで「賛成」と回答[16]。

- 「他国からの攻撃が予想される場合には先制攻撃もためらうべきではない」との問題提起に対し、2019年のアンケートで「どちらかと言えば賛成」と回答[17]。

- 「北朝鮮に対しては対話よりも圧力を優先すべきだ」との問題提起に対し、2019年のアンケートで「賛成」と回答[17]。

- 普天間基地の移設問題について、2013年の毎日新聞社のアンケートで「名護市辺野古に移設すべき」と回答[16]。

- 日本による過去の植民地支配と侵略を認めて謝罪した「村山談話」の見直し議論について、2013年の毎日新聞社のアンケートで「見直すべきではない」と回答[16]。

- 従軍慰安婦に対する旧日本軍の関与を認めた「河野談話」の見直し議論について、2013年の毎日新聞社のアンケートで「見直すべきではない」と回答[16]。

### ジェンダー
- 選択的夫婦別姓制度の導入について、2019年のアンケートで「賛成」と回答[17]。

- 同性婚を可能とする法改正について、2019年のアンケートで「反対」と回答[17]。

### その他
- 「治安維持のためプライバシーや個人の権利の制約は当然だ」との問題提起に対し、2019年のアンケートで「どちらかと言えば賛成」と回答[17]。

- アベノミクスについて、2019年のアンケートで「評価する」と回答[17]。

- 消費税率を10％より高くすることについて、2019年のアンケートで「どちらとも言えない」と回答[17]。

## 人物
- 2021年（令和3年）8月上旬、議員会館で面会した人の新型コロナウイルス感染が確認され、8月8日、都内の医療機関でPCR検査を受けたところ、陽性が判明した[18]。
- 2022年（令和4年）8月25日、本田は、世界平和統一家庭連合（旧統一教会）の関連団体「日韓トンネル推進熊本県民会議」の議長で崇城大学学長の中山峰男が、自身の地元後援会の筆頭最高顧問であると明らかにした。本田は記者団の取材に「大変尊敬している先生なので筆頭最高顧問を引き受けていただいた」と答えた[19][20]。なお、中山は同年8月23日配信の週刊文春電子版の記事で、岸田文雄首相の後援会「熊本岸田会」の会長を務めていることが判明した[21]。

## 選挙歴
| 当落 | 選挙                     | 執行日         | 年齢 | 選挙区       | 政党       | 得票数     | 得票率 | 定数 | 得票順位 /候補者数 | 政党内比例順位 /政党当選者数 |
| ---- | ------------------------ | -------------- | ---- | ------------ | ---------- | ---------- | ------ | ---- | ------------------ | ---------------------------- |
| 落   | 第22回参議院議員通常選挙 | 2010年07月11日 | 38   | 熊本県選挙区 | みんなの党 | 10万1869票 | 11.45% | 1    | 3/5                | /                            |
| 落   | 第46回衆議院議員総選挙   | 2012年12月16日 | 41   | 熊本県第2区  | みんなの党 | 3万3283票  | 20.07% | 1    | 2/5                | 5/1                          |
| 落   | 第23回参議院議員通常選挙 | 2013年07月21日 | 41   | 参議院比例区 | みんなの党 | 3万2330票  | ーー   | 48   | 8/15               | 8/4                          |
| 当   | 第25回参議院議員通常選挙 | 2019年07月21日 | 47   | 参議院比例区 | 自由民主党 | 15万9596票 | ーー   | 50   | 14/33              | 14/19                        |
| 当   | 第27回参議院議員通常選挙 | 2025年07月20日 | 53   | 参議院比例区 | 自由民主党 | 15万2518票 | ーー   | 50   | 11/31              | 11/12                        |